# ترسیا کست
 ترسیا کست (انگلیسی: Tricia Cast؛ زادهٔ ۱۶ نوامبر ۱۹۶۶) یک هنرپیشه اهل ایالات متحده آمریکا است. وی از سال ۱۹۷۹ میلادی تاکنون مشغول فعالیت بوده‌است.